# Georges Otte

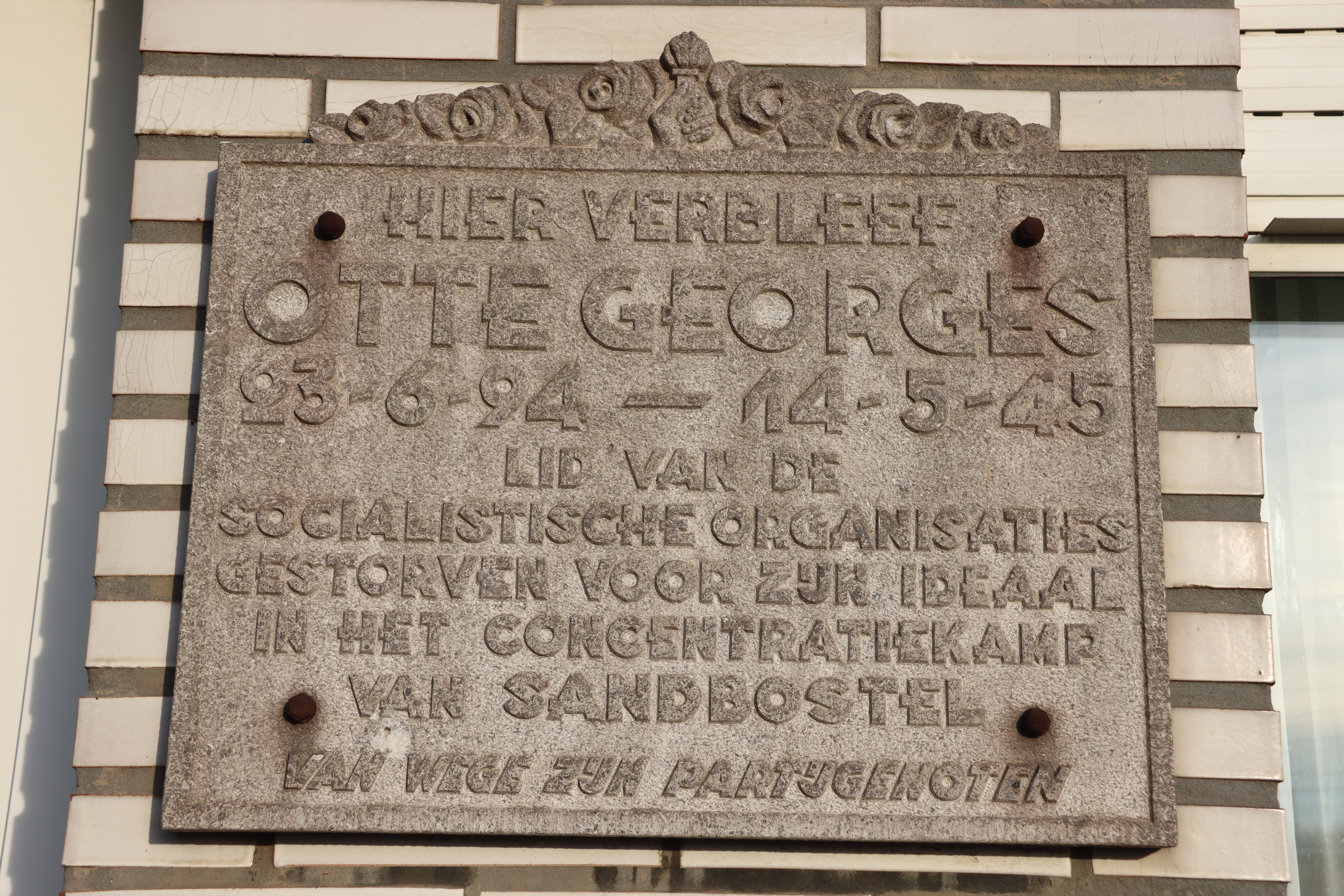
Gedenkplaat Georges Otte Kazernstraat Zottegem

Georges Otte (Zottegem, 23 juni 1894 - Kamp Sandbostel, 13 of 14 mei 1945) was een krijgsgevangene uit het Belgische Zottegem.
Otte was lid van verschillende socialistische organisaties en werd op 15 augustus 1944 tijdens een razzia in Zottegem gearresteerd door de Gestapo. Samen met dertien anderen werd hij met hetzelfde konvooi over Gent en Antwerpen naar het concentratiekamp van Neuengamme gevoerd. Zeven opgepakten onder hen kwamen in Neuengamme of in een van de bijkampen om; Otte zelf stierf op dertien of veertien mei 1945. Zijn lichaam werd op 11 oktober 1960 opgegraven op de erebegraafplaats van Sandbostel. Het werd door een Franse wetsdokter een tweede keer geïdentificeerd (hij was te identificeren door twee stukken shrapnell in zijn dijbeen, verwondingen uit de Eerste Wereldoorlog). Uit het eerste identificatieverslag uit januari 1960 bleek dat Otte waarschijnlijk door ondervoeding een groot deel van zijn gebit was verloren. Op 4 februari 1961 werd zijn lichaam gerepatrieerd en werd zijn lijkkist opgebaard in het stadhuis van Zottegem. Otte werd begraven op het ereperk van het Zottegemse kerkhof. Aan zijn woonhuis in de Zottegemse Kazernstraat werd een gedenkplaat aangebracht met als tekst Hier verbleef Otte Georges 23-6-94 - 14-5-45 lid van de socialistische organisaties gestorven voor zijn ideaal in het concentratiekamp van Sandbostel van wege zijn partijgenoten. Ottes naam staat ook vermeld op het Oorlogsmonument Politiek Gevangenenplein.